# Aymen Benabderrahmane
Aymen Benabderrahmane (in arabo أيمن بن عبد الا; Algeri, 30 agosto 1966) è un politico algerino, primo ministro dell'Algeria dal 30 giugno 2021 e ministro delle finanze dal 23 giugno 2020 .

## Biografia
Benabderrahmane è nato ad Algeri il 30 agosto 1966 e si è laureato alla National School of Administration.

## Carriera finanziaria
Dal 1991 al 2000 è stato ispettore delle finanze presso l'Ispettorato generale delle finanze. Inoltre, ha lavorato come ispettore generale delle finanze nel 2004 e come ispettore generale capo nel 2006. 
Benabderrahmane è stato censore della Banca d'Algeria da marzo 2010 a giugno 2020. È stato promosso a governatore della Banca d'Algeria nel novembre 2019, carica che ha mantenuto fino a giugno 2020. 

## Carriera politica
Il 23 giugno 2020 Benabderrahmane è stato nominato ministro delle finanze. Fu poi nominato Primo Ministro il 30 giugno 2021 e ha sostituito ad Abdelaziz Djerad. Il 10 luglio 2021, Benabderrahmane è risultato positivo al COVID-19. In quel periodo, nonostante si sia quarantenato, ha continuato a svolgere virtualmente le sue funzioni politiche, come riferito dalla TV di Stato Algerina.